# The Shoes of the Fisherman
The Shoes of the Fisherman je americký film režiséra Michaela Andersona z roku 1968 podle úspěšného románu Morrise Westa.

## Význam názvu
Název – v doslovném překladu „Rybářovy boty“ odkazuje na úlohu svatého Petra, prvního papeže, který byl profesí rybář.

## Obsah
Kyril Lakota (Anthony Quinn), arcibiskup z ukrajinského Lvova, je po dvacetiletém věznění propuštěn ze sovětského gulagu a poslán do Vatikánu. Okamžitě je jmenován kardinálem a při příští papežské volbě je překvapivě vybrán právě on. Svět je na pokraji konfliktu mezi Čínou a Sovětským svazem. Nový papež se mu snaží zabránit a to vyžaduje velmi netradiční postup.

## Filmografie
Hvězdně obsazený film ve své době získal Zlatý glóbus za hudbu a dvě nominace na Oscara (výprava a hudba). Po finanční stránce nebyl film úspěšný. Jeho realizace stála na tehdejší dobu nezanedbatelných devět milionů dolarů.
Hlavní úlohy se ve filmu zhostil Anthony Quinn, kterého doplňoval Laurence Olivier v roli sovětského vůdce. Původně zamýšlený britský režisér Anthony Asquith těsně před natáčením onemocněl (nedlouho na to zemřel) a nahradil ho Michael Anderson.
Film byl natočen v Itálii, přičemž filmaři nedostali povolení natáčet přímo ve Vatikánu, a tak velká část rozpočtu padla na repliku Sixtinské kaple, která byla postavena v Kalifornii a posléze na lodi přepravena do Itálie. Studiové scény jsou doplněny autentickými záběry Svatopetrského náměstí z roku 1963, na kterém tisíce lidí sledovaly volbu nového papeže.

## Historické souvislosti
Román a film byly inspirovány životním příběhem řeckokatolického kardinála Slipého, propuštěného do exilu po dlouholetém věznění komunistickým režimem v SSSR. Podobnost je tak výrazná, že fiktivní hrdina Lakota měl stejnou církevní pozici – arcibiskup města Lvov.
Film zmiňující sovětský vězeňský systém vznikl dříve, než Alexandr Solženicyn tento systém zdokumentoval ve své knize Souostroví Gulag (1973–1975) a odhalil jeho nelidskost. V této nevědomosti je sovětský tábor prezentován jako relativně lidský: "...práce, chléb a důstojnost,,, tyto věci na Sibiři existují" – citát z filmu.
Film byl zejména doceněn až o deset let po svém vzniku, když se částečně naplnilo jeho proroctví – papežem byl zvolen člověk z komunistické země – polský kněz Karol Wojtyła (Jan Pavel II.).

## V České republice
Film nebyl v době svého vzniku v Československu uveden v kinech.
Byl uveden v roce 2013 na krnovském festivalu 70mm filmů pod pracovním názvem Ve šlépějích Spasitele.
České titulky vznikly v roce 2013 pod názvem "Ve stopách rybáře Petra" Titulky ke stažení Archivováno 8. 12. 2014 na Wayback Machine. .